# BEST III (나카모리 아키나의 음반)
《BEST III》(베스트 쓰리)는 일본의 여가수 나카모리 아키나(中森明菜)의 베스트 음반으로 1992년 12월 24일에 발매하였다. (CD: WPCL-711, CT: WPTL-711) 이 음반이 발매되었을 때 나카모리는 계약상과 음악 제작에 대한 견해 차이로 워너 파이오니어를 나간 상태였다. 이전 베스트 음반인 《BEST》와 《BEST II》에서는 싱글의 A사이드곡만 수록되었던데에 반해 이번 음반에는 A사이드와 B사이드곡, 그리고 《CRIMSON》의 수록곡들도 추려서 넣었다. 1992년 11월 23일, 오리콘 주간 앨범 차트에 처음으로 6위로 진입, 100위내 순위권에 총 7주간 올라와 있었다.

## 수록곡
| #            | 제목 | 작사            | 작곡            | 편곡                                            | 재생 시간 |
| ------------ | --- | --------------- | --------------- | ----------------------------------------------- | --------- |
| 1.           | 〈〈후타리시즈카 -「천하전설살인사건」으로부터〉(二人静 -「天河伝説殺人事件」より 후타리시즈카 텐카와덴세츠사츠진지켄 요리[*])〉 | 마츠모토 다카시 | 세키구치 마코토 | 이노우에 아키라                                 | 4:07      |
| 2.           | 〈〈Dear Friend〉〉 | 이토 마유미     | 이즈미 카즈야   | 이즈미 카즈야 와카쿠사 케이 (스트링스 어레인지) | 4:39      |
| 3.           | 〈〈LA BOHÈME〉〉 | 유카와 레이코   | 츠시미 다카시   | 시이나 카즈오                                   | 4:37      |
| 4.           | 〈〈역〉(駅 에키[*])〉 | 다케우치 마리야 | 다케우치 마리야 | 시이나 카즈오                                   | 5:00      |
| 5.           | 〈〈Blue On Pink〉〉 | 미우라 요시코   | 구니야스 와타루 | 와카쿠사 케이                                   | 3:40      |
| 6.           | 〈〈물에 꽂은 꽃〉(水に挿した花 미즈니사시타하나[*])〉                                                                           | 타다노 나츠미   | 히로타니 쥰코   | 니시하라 아키라                                 | 4:23      |
| 7.           | 〈〈LIAR〉〉 | 시라미네 미츠코 | 이즈미 카즈야   | 니시히라 아키라                                 | 4:32      |
| 8.           | 〈〈CARIBBEAN〉〉 | 오오니시 미호   | 이즈미 카즈야   | 이즈미 카즈야                                   | 4:35      |
| 9.           | 〈〈붉은 새가 도망쳤다〉(赤い鳥逃げた 아카이토리니게타[*])〉                                                                     | 강진화          | 마츠오카 나오야 | 마츠오카 나오야                                 | 5:04      |
| 10.          | 〈〈Angel Eyes〉〉 | 마츠이 고로     | 우에다 치카     | 다케베 사토시 나카무라 사토시(코러스 어레인지)  | 4:30      |
| 11.          | 〈〈잊어…〉(忘れて… 와스레테[*])〉                                                                                               | 나카모리 아키나 | 하자마 겐지     | 오노자와 아츠시                                 | 2:48      |
| 12.          | 〈〈OH NO, OH YES!〉〉 | 다케우치 마리야 | 다케우치 마리야 | 시이나 카즈오                                   | 4:46      |
| 총 재생 시간 | 총 재생 시간 | 총 재생 시간    | 총 재생 시간    | 총 재생 시간                                    | 52:41     |